# Parque nacional de Bwabwata
El parque nacional de Bwabwata es un espacio protegido con el estatus de parque nacional situado en el noreste del país africano de Namibia. El parque fue establecido en 2007 y tiene una superficie estimada en unos 6100 kilómetros cuadrados. Fue creado a partir del parque de Caprivi y la reserva de caza Mahango. Los ríos Kwando y Okavango fluyen a través del parque.
Es una importante ruta de migración de Botsuana a Angola para el elefante africano y otras especies. Es un área protegida poco común ya que dentro del parque viven 5.500 personas.